# Charles Baetens
Charles Nicolas François Baetens (Leiden, Països Baixos, 14 de gener, 1823 - mort per suïcidi, Omaha, Nebraska (Estats Units), 14 de gener, 1908) va ser un violinista, violista i compositor neerlandès.
Els seus estudis van començar a Holanda, on va néixer. Durant tres generacions, la seva família havia estat músics. El seu pare li va donar instruccions sobre el violí quan tenia quatre anys. El seu talent de nen era tan marcat que va cridar l'atenció de l'emperador Guillem I d'Alemanya, que el va enviar a Brussel·les. Tot i que totes les biografies han donat el 1826 com a data de naixement i La Haia com a lloc de naixement, la seva besneta, Marianne Hall, ha obtingut del "Centraal Bureau Voor Genealogie" de la Haia un certificat de naixement que dona la data de naixement del 14 de gener, 1823 a Leiden com a Charles Nicolas François Baetens. El seu pare era Joannes Baptist Barends (n. 1782) i la seva mare era Theresia Naats (n. 1791). El seu pare era un "trompetista de la 2a divisió", que vivia al barri Witte Poort de Leiden.
La primera noticia d'una aparició pública de Baetens va ser el 26 de juny de 1841 quan va actuar amb la seva germana, una pianista, en una serenata de La Haia.
 En guanyar una beca del Conservatori Reial de La Haia, va viatjar a Brussel·les on va estudiar violí amb Charles de Bériot (l'amant de Maria Malibran) i composició amb François-Joseph Fétis. El 16 d'agost de 1843 Baetens es va casar amb Alida Maria Bruinink a La Haia. En algun moment de la dècada de 1840, aparentment, Baetens va entrar a l'exèrcit anglès on va dirigir i organitzar música per a bandes militars a Anglaterra i l'Índia. Després de dos anys d'estada a l'Índia, va tornar a Londres on va tocar el violí a la "Royal Italian Opera Orchestra" i a la Filharmònica.
El 1849 es va convertir en el principal violista de la Gentlemen's Society Orchestra sota la direcció de Sir Charles Hallé (1819-1895), que era molt amic de Manuel Patricio Rodríguez Sitches. Tant el seu violí com la seva viola eren molt estimats. En una ressenya del Sextet en mi bemoll, op. 30 per a piano, dos violins, viola, violoncel i contrabaix, de George Onslow (1784-1853), es va destacar la contribució de Baetens com a segon violí: Ch. Baetens ens va agradar molt pel seu mètode d'inclinar-se i per barrejar tan bé el seu segon violí amb els seus coadjutors de la dreta i l'esquerra, amb l'objectiu d'un general preferent a un efecte individual: el primer final al qual es va arribar a la interpretació de la música de cambra. Com fou catalogada la seva actuació a "Archduke Trio" de Beethoven en Si bemoll, op. 97:Baetens és un intèrpret de cambra capital, tan discret i ansiós per l'èxit del conjunt, com no tant per la seva pròpia exhibició.

Durant els vint anys imparells que Baetens va treballar amb Hallé, no només va tocar a l'orquestra sinó que va contribuir amb diverses composicions i arranjaments orquestrals. Una obertura de Baetens va obrir el concert de Hallé el dimecres 9 d'octubre de 1850.
| « | <En la primera obertura, vam aclamar amb molt de plaer i prometem una característica completament nova en aquests concerts, en un exemplar molt meritori del talent creatiu de l'orquestra. Es tracta d'una composició manuscrita de Ch. Baetens, un dels nous directors de la banda, del qual teníem més d'una vegada l'exquisit joc de tenor [toc de viola] i que no necessita més confirmació de la reputació que gaudeix, amb els que el coneixen més íntimament, que aquesta obra, evidentment, amb la producció d'un músic exhaustiu. Com a tal, difícilment és possible jutjar tots els seus mèrits en una sola audiència. M. Baetens ha evitat amb criteri la culpa imperant de molts joves compositors actuals, que, en les excentricitats afectades d'una pretesa originalitat, fruit d'un talent equivocat o d'un estudi pervertit, semblarien tenir com a objectiu simplement córrer contraria a totes les lleis establertes en la constitució de la música, sense tenir el crèdit d'una sola idea nova. En la seva obertura, el nostre modest aspirant, al contrari, s'ha conformat sàviament a les nocions preconcebudes i l'ha construït segons els millors models. Tot i que pot mancar d'una novetat sorprenent, hi ha molta frescor fins i tot en la familiaritat dels seus temes, el tractament dels quals mostra un coneixement complet i una gestió hàbil dels recursos orquestrals. Les melodies són elegants i ens va sorprendre especialment el bonic efecte del final. En conjunt, és una obra que estarem encantats de tornar a escoltar."> | » |

Aquesta va ser probablement la Ouverture No. 2 de Concert à Grand Orchestre composta el 1846 a La Haia. Aquesta és l'única obra orquestral existent de Baetens i va ser tot un èxit per al compositor de 23 anys. Està clarament inspirat en Mendelssohn i hi ha préstecs evidents de l'obertura d'aquest compositor al Somni d'una nit d'estiu. També hi ha reminiscències del primer moviment de la novena simfonia de Schubert (estrenada pòstumament per Mendelssohn el 1839). Però també hi ha passatges d'una considerable originalitat i bellesa.
Entre les obres que Baetens va compondre per a la Gentlemen's Society Orchestra, el seu Albion: Grand National Fantasia sobre melodies angleses, irlandeses, escoceses i gal·leses, estrenat el 1857, va ser especialment popular en el seu moment. Sembla que Baetens era tot un personatge: el gener de 1860 va ser empresonat a la presó de Liverpool. I el 1871 devia haver-hi algun tipus de problema amb Hallé, que va declarar en una carta del 21 d'octubre de 1871 que Baetens "no ha dimitit, però ha estat acomiadat".
Impertinent, Baetens va arribar als Estats Units on va contractar com a primer violista amb l'Orquestra Thomas sota la direcció de Theodor Thomas (1835-1895). Va ser amb aquesta orquestra que va fer la primera representació completa de Harold en Italie de Berlioz el 28 d'octubre de 1874 mentre estava de gira a Boston. El 1878, quan Thomas es va convertir en el cap del "Cincinnati College of Music", Baetens va ser contractat per ensenyar viola i actuar a l'orquestra. També va ensenyar violí, piano ("amb acompanyament de violí"), harmonia, composició, instrumentació i "lectura vocal a la vista" a casa seva al 452 d'Elm Street. Un contracte que va signar el 1881, però, estipulava que impartia classes de viola, violí, piano, teoria, conjunt i "a més a més, prestaria tots els seus serveis professionals com a intèrpret o professor segons les indicacions del Col·legi, i no donar lliçons ni actuar fora del Col·legi sense el seu consentiment". Potser va ser aquest tipus de control tirànic del seu temps i energia el que va induir Baetens, el 1888, a traslladar-se a Omaha, Nebraska.

## Anada a Omaha
Va arribar per primera vegada a Omaha el 1887 amb una orquestra que hi va tocar un compromís d'una nit. Va quedar tan atret per la zona que es va traslladar a Omaha i va establir un estudi de música a l'antic "Boyd Theatre". Els seus amics d'Omaha el consideraven un "personatge excèntric". De jove havia lluitat contra diversos duels de pistoles i finalment es va suïcidar disparant-se l'endemà del seu 82è aniversari. Va continuar interpretant i ensenyant almenys fins al 1897, moment en què va ser conegut com a "Dr. Baetens" o "Professor Baetens". "Heu de ser capaços de reproduir la cosa que teniu al cap", deia el vell doctor Baetens.
Baetens va afirmar que "va sol·licitar i va rebre el títol de doctor en música a Oxford" el 1885. Aquest "grau instantani" aparentment coincidia amb un viatge a Anglaterra i Holanda aquell any: Un altre professor de la facultat, tan ben conegut aquí, que es va identificar amb el col·legi gairebé des del principi i del qual Theodore Thomas va dir una vegada: "És l'únic violí que he tingut a la meva orquestra", es trobarà durant els mesos de vacances a la vella i forta Anglaterra: Charles Baetens. Va a visitar la seva dona i els seus fills, residents a Londres. Però la poesia del seu recorregut es troba en el fet que, després d'una absència de trenta-sis anys, visitarà la seva pàtria, Holanda, el país dels dics i els canals. Aquí hi trobarà molts parents, i més amics, amb qui va passar la joventut dels seus dies.

Lamentablement, incapaç de fer front a una malaltia final, es va suïcidar el 14 de gener de 1908, el seu 85è aniversari.
| « | "En un atac de desànim a causa de la mala salut, Charles Baetens, el violinista i compositor, es va suïcidar ahir disparant-se pel cor. Ahir va celebrar tranquil·lament el seu vuitanta-segon aniversari i en aquell moment no va donar cap senyal de depressió mental. | » |

Malgrat el suïcidi, se li va donar un simple funeral a l'església catòlica de Sant Francesc Xavier. Els serveis, com la vida del difunt, eren senzills. A excepció de les soques de l'orgue a l'obertura i al tancament, no hi havia música, i els serveis comprenien només les oracions, la censura cerimonial del cos i un breu discurs del sacerdot oficial.

## La gran obra de Baetens
El 1908, any en què va morir Baetens, Carl Fischer va publicar el seu Albion: Grand fantasia on Scotch, Irish and English Airs en un arranjament per a banda de Miguel C. Meyrelles (1837-1900). Ja feia anys que es representava als Estats Units i sembla que fins i tot era més popular als Estats Units que la versió orquestral a Anglaterra. Hi ha diversos notes d'actuacions des de la dècada de 1880 fins a la dècada de 1920. Es va presentar, per exemple, com a final d'un gran concert interpretat per la banda del setè regiment de Cappa, N.G.S.N.Y. per a l'Associació de Bombers Veterans de la ciutat de Nova York en la seva excursió transcontinental de Nova York a San Francisco el setembre de 1887. I finalment es va convertir en un element bàsic en les actuacions de "Buffalo Bill's Cowboy Band!".